# Rumex steudelii
Rumex steudelii là một loài thực vật có hoa trong họ Rau răm. Loài này được Hochst. ex A. Rich. miêu tả khoa học đầu tiên.